# سلطنة بوتون
كانت سلطنة بوتون سلطنة تحكم جزيرة بوتون وأجزاء من مقاطعة سولاوسي الجنوبية الشرقية. لقد كانت ملكية دستورية لها دستورها وقانونها المكتوب، مكتمل بهيئات تعمل كهيئة تشريعية، ونظام قضائي، وسلطة تنفيذية، كانت بالبداية مملكة ثم تحولت لسلطنة.

## التاريخ المبكر
كانت الجزر التي كانت تتألف من أراضي السلطنة تسمى " Liwuto Pataanguna "، أي «الجزر الأربع». كان الناس من جزر بوتون يُطلق عليهم "tukang besi"، وهذا يعني حرفياً «الحَدّاد». هناك العديد من القصص لسبب تلك التسمية، واحدة منها قصة شفهية لرجل هولندي وصل إلى الجزر وتفاجأ بالعثور على الجميع تقريبًا يستخدمون أدوات حديدية، ومن ثم أطلق عليها اسم Toekang Besi Eilanden . تشير قصة أخرى إلى أنها كانت من مملكة أخرى داخل المنطقة تسمى مملكة توكابيسي.
تم ذكر جزر بوتون في نصوص ناجاراكريتاجاما وقسم بالابا، مما يشير إلى أن الجزر كانت ذات يوم تحت تأثير مملكة ماجاباهيت. تأسست المملكة في حوالي القرن الثالث عشر الميلادي أو حوالي عام 1332 من قبل ملكة اسمها وا كا كا. في معظم الأوقات قبل اعتناق المملكة للإسلام، كان الحكام من الإناث. كان أول ملك اعتنق الإسلام هو الملك لاكيلابونتو (أو هالو أوليو) حوالي القرن السادس عشر الميلادي، الذي لُقب فيما بعد بالسلطان المرحوم قائم الدين خليفة الله، بعد اعتناقه الإسلام.  اعتنقت مملكة بوتون الإسلام رسميًا في عهده بمساعدة عالم مسلم من سلطنة جوهر.

## الملكية الدستورية
على عكس الممالك والسلطنات الأخرى في المنطقة، كانت سلطنة بوتون ملكية دستورية. تمت كتابة الدستور ويعتمد على المباديء الصوفية "Murtabat Tujuh" أو «الكرامات السبع» التي أنشأها شمس الدين السومطراني.  صاغ هذا الدستور السلطان لالنجي (1597-1631) ولم يتغير كثيرًا حتى ألغيت السلطنة.

## إرث
خلال القرن السادس عشر، كان لمدينة باوباو تحصينات ثقيلة وهي اليوم قلعة قصر بوتون، وهي منطقة جذب سياحي شهيرة في المنطقة.